# Панфилов, Василий Николаевич
Василий Николаевич Панфилов (1895 — 28.07.1941) — советский партийный и государственный деятель.
Родился в деревне Хитрово Орловской губернии. Член РСДРП(б) с 1914 года. Образование — среднее (7 классов).
Послужной список:
- заведующий Малоархангельским уездным отделом народного образования (Орловская губерния)
- председатель Малоархангельского уездного исполнительного комитета
- 1921—1922 секретарь Кромского уездного комитета РКП(б)
- 1922—1923 председатель Орловского губисполкома
- 6.1924 — 11.1925 председатель Вятского губисполкома и горисполкома.

С 1926 года работал в Народном комиссариате просвещения РСФСР, последняя должность (с не позднее чем 1932 года) — начальник планово-финансового отдела.
Арестован 14.9.1940, расстрелян 28.07.1941.
Сочинения:
- За восемь месяцев : (Из жизни и опыта Кромской уездной организации) / В. Панфилов, секретарь Кромск. уезд. ком. Р.К.П.(б). — Орел : Гос. изд-во. Орловск. отд., 1921. — 53 с.; 22 см.
- Экономическое состояние губернии и ближайшие задачи советского строительства : Доклад-тезисы XII Губпартконференции. Утв. Бюро Губкома 2/XII-22 г. / В. Панфилов ; Орловск. губ. ком. РКП(б). — Орел : [б. и.], 1922 (тип. Парижская коммуна). — 24 с.; 22 см.
- Перспективы бюджетов и хозяйственных планов Вятской губернии на 1925—1926 год / В. Панфилов. — Вятка : Вятск. губисполком, 1925. — 26 с.; 26 см.
- Причины пролетарской революции в крестьянской России, задержки ее в Западной Европе и наши задачи / В. Панфилов. — Орел : Гос. изд-во. Орловск. отд., 1922. — IV, 39 с.; 26 см.
- Ленин, как человек / В. Панфилов. — Вятка : [Труженик, 1924]. — 36 с.; 23 см.
- Экономическая платформа оппозиционного блока [Текст] / В. Панфилов. — Москва ; Ленинград : Моск. рабочий, 1927. — 79 с.; 17 см.
- О руководящих кадрах народного образования [Текст] / В. Н. Панфилов. — Москва ; Огиз ; Ленинград : Наркомпрос РСФСР, 1930 (М. : типо-лит. им. Воровского). — 39 с.; 22х15 см.
- О подборе и расстановке кадров культурного строительства [Текст] / В. Н. Панфилов. — Москва ; Ленинград : Учгиз — Наркомпрос РСФСР, 1931 ([М.] : типо-лит им. Воровского). — 63 с., 4 вкл. л. табл.; 20х15 см.
- Культурный фронт сегодня и через пять лет [Текст] / В. Н. Панфилов. — 2-е изд., доп. — Москва ; Наркомпрос РСФСР ; Ленинград : Гос. изд-во, 1930 (М. : 1-я Образцовая тип.). — 115, [2] с., [3] с. объявл., [1] с. «Оглавление» на обл., 1 вклад. л. диагр.; 20х14 см.
- Культура на пороге третьего года [пятилетки] [Текст] / В. Н. Панфилов. — Москва ; Нар. ком. прос. РСФСР ; Ленинград : Гос. изд-во, 1930 (М. : типо-лит. им. Воровского). — 100 с.; 21х15 см.
- Культурная революция и пятилетка нацменпросвещения [Текст] / В. Н. Панфилов. — Москва ; Нар. ком. прос. РСФСР ; Ленинград : Гос. изд-во, 1930 (М. : 6-я типо-лит. Транспечати). — 76 с.; 19х13 см.
- Культурные пятилетки [Текст] : Их анализ и критика / В. Н. Панфилов. — 2-е изд., перераб. — Москва ; Ленинград : Нар. ком. прос. РСФСР «Работник просвещения», 1930 ([М.] : типо-лит. им. Воровского). — 363 с.; 21х15 см.
- За культуру в совхозах и колхозах [Текст] : К вопросу о культурном обслуживании социалистического сектора сельского хозяйства / В. Н. Панфилов. — Москва ; Нар. ком. просвещения РСФСР ; Ленинград : Гос. изд-во, 1929. — 31 с.; 23 см.
- Политехнизирующуюся школу на высшую ступень [Текст] : О постановлении ЦК ВКП(б) «О начальной и средней школе» от 5/IX 1931 г. / В. Н. Панфилов. — Москва ; Наркомпрос РСФСР — Огиз ; Ленинград : Учпедгиз, 1931 ([М.] : типо-лит им. Воровского). — 64 с.; 22х15 см.
- Культура на пороге третьего года [пятилетки] [Текст] / В. Н. Панфилов ; Народный комиссариат просвещения РСФСР. — Москва ; Ленинград : Гос. изд-во, 1930. — 100 с.; 21 см.